# Tetragonopterus chalceus
Tetragonopterus chalceus es una especie de peces de la familia Characidae en el orden de los Characiformes.

## Morfología
Los machos pueden llegar alcanzar los 12 cm de longitud total.

## Hábitat
Vive en zonas de clima tropical entre 20 °C - 28 °C de temperatura.

## Distribución geográfica
Se encuentran en Sudamérica:  cuencas de los ríos  Amazonas,  São Francisco y Orinoco, y ríos costeros de las Guayanas.